# Kobaldeck
Kobaldeck är en bergstopp i Österrike.   Den ligger i distriktet Murtal och förbundslandet Steiermark, i den centrala delen av landet, 180 km sydväst om huvudstaden Wien. Toppen på Kobaldeck är 1 624 meter över havet.
Terrängen runt Kobaldeck är lite bergig. Runt Kobaldeck är det ganska glesbefolkat, med 42 invånare per kvadratkilometer.. Närmaste större samhälle är Scheifling, 14,8 km söder om Kobaldeck. 
I omgivningarna runt Kobaldeck växer i huvudsak blandskog.